# Pachnobia quieta
Pachnobia quieta är en fjärilsart som beskrevs av Jacob Hübner 1813. Pachnobia quieta ingår i släktet Pachnobia och familjen nattflyn. Inga underarter finns listade i Catalogue of Life.